# ザラ級重巡洋艦
| ザラ級重巡洋艦 | ザラ級重巡洋艦 |
| -------------- | --- |
| 写真はザラ     | |
| 艦級概観       | |
| 艦種           | 重巡洋艦 |
| 艦名           | 地名（第一次世界大戦後に併合した「未回収のイタリア」の地名） |
| 前級           | トレント級 |
| 次級           | ボルツァーノ |
| 性能諸元       | |
| 排水量         | ザラ：基準 11,870t、満載 14,530t フィウメ：基準 11,508t、満載 14,168t ポーラ：基準 11,730t、満載 14,360t ゴリツィア：基準 11,900t、満載 14,560t |
| 全長           | 182.8m |
| 全幅           | 20.6m |
| 吃水           | 7.2m |
| 機関           | ソーニクロフト式重油専焼三胴型水管缶12基(フィウメはヤーロー式水管缶) ＋パーソンズ式ギヤード・タービン2基2軸 |
| 最大 出力      | 95,000hp（71 MW） |
| 最大 速力      | ザラ、ゴリツィア： 33.0ノット（61 km/h） フィウメ、ポーラ： 32.0（59 km/h）、満載時31.0 ノット（57 km/h） |
| 航続 距離      | 16ノット/8,300 km（4,500 マイル） 15ノット/5,500 km（2950 マイル） 31ノット/3,100 km（1700 マイル） |
| 燃料           | 重油：1,450トン（常備）、2,400トン（満載） |
| 乗員           | 830～841名 |
| 兵装           | アンサルド Models 1927 20.3cm（53口径）連装砲4基8門 OTO Models 1927 10cm（47口径）連装高角砲8基16門 ヴィッカーズ Models 1917 4cm（39口径）単装機関砲6～8基6～8門 （1941年時： アンサルド Models 1926 20.3cm（53口径）連装砲4基8門 OTO Models 1927 10cm（47口径）連装高角砲8基16門 ブレダ Models 1932 3.7cm（54口径）連装機関砲4基8門 ブレダ Model 1931 13.2mm（75.7口径）連装機銃4基8門） |
| 装甲           | 舷側：100～150mm（3.9 to 5.9 in） 甲板：70mm（2.75 in ） 主砲塔：120～140 mm（4.7 to 5.5 in） 主砲バーベット：140～150mm（5.5 to 5.9 in) |
| 航空 兵装      | 水上偵察機2機 艦首埋込み式カタパルト1基 |

ザラ級重巡洋艦(Incrociatori pesanti Classe Zara)は、イタリア海軍（王立海軍）が1930年代に建造した2番目の重巡洋艦の艦級。完成時は装甲巡洋艦に類別されており、ザーラとも表記する。第二次世界大戦で設計の良好な巡洋艦のうちの1つという見方があるが、一方でワシントン条約の制限下の条約型重巡洋艦として建造された。ザラ、フィウメ（フィーメ）、ポーラ、ゴリツィアの全部で4隻が建造され、第二次世界大戦中に幅広く運用された。ポーラをザラ級重巡洋艦に含まない資料も存在する。

## 開発経緯

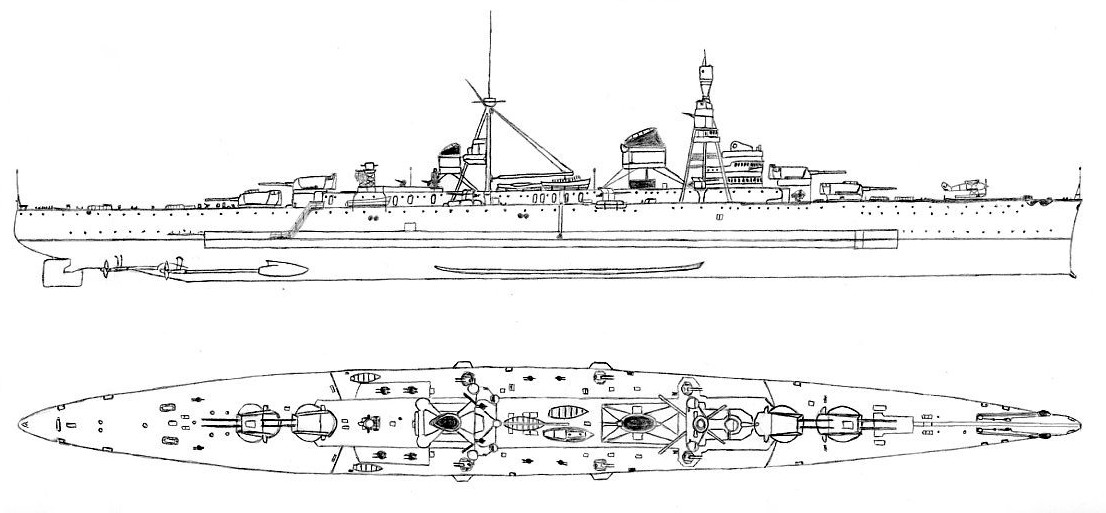
前級である「トレント」のイラスト。

ザラ級重巡洋艦は、基本的にトレント級重巡洋艦の改良型でフランス海軍の新鋭巡洋艦「シュフラン級」への対抗で計画された。トレント級重巡洋艦はイタリアの長大な海岸線で哨戒・防衛の行動をとるために速力を優先して設計され、比較的軽装甲にとどめられたことから、同程度の火力を備える艦との戦闘には難点があった。そこで、イタリア海軍は同種艦との水上砲戦を優位に行える艦として再設計したのが本級である。ザラ級重巡洋艦は自身の砲撃に耐えられるだけの充分な防御装甲があり、ザラ級重巡洋艦の完成をもって当時で最高の装甲巡洋艦となった。しかし、肥大する防御重量の増加はワシントン海軍軍縮条約で制限された10,000トンの範囲内に収まらず、条約の範囲内で収めるために上部構造物の縮小化と魚雷発射管を撤去するなど重量を減らす努力が行われたが、範囲内に収めるのは不可能となり、前級に引き続いて本級も条約に違反する重巡洋艦となってしまった。

## 艦形

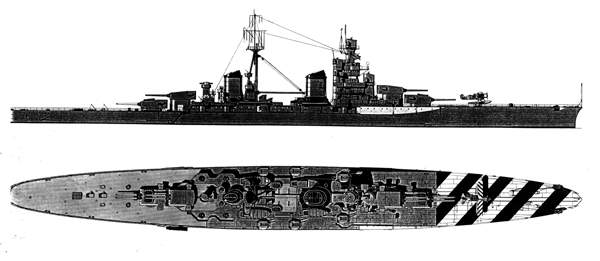
ザラのイラスト。

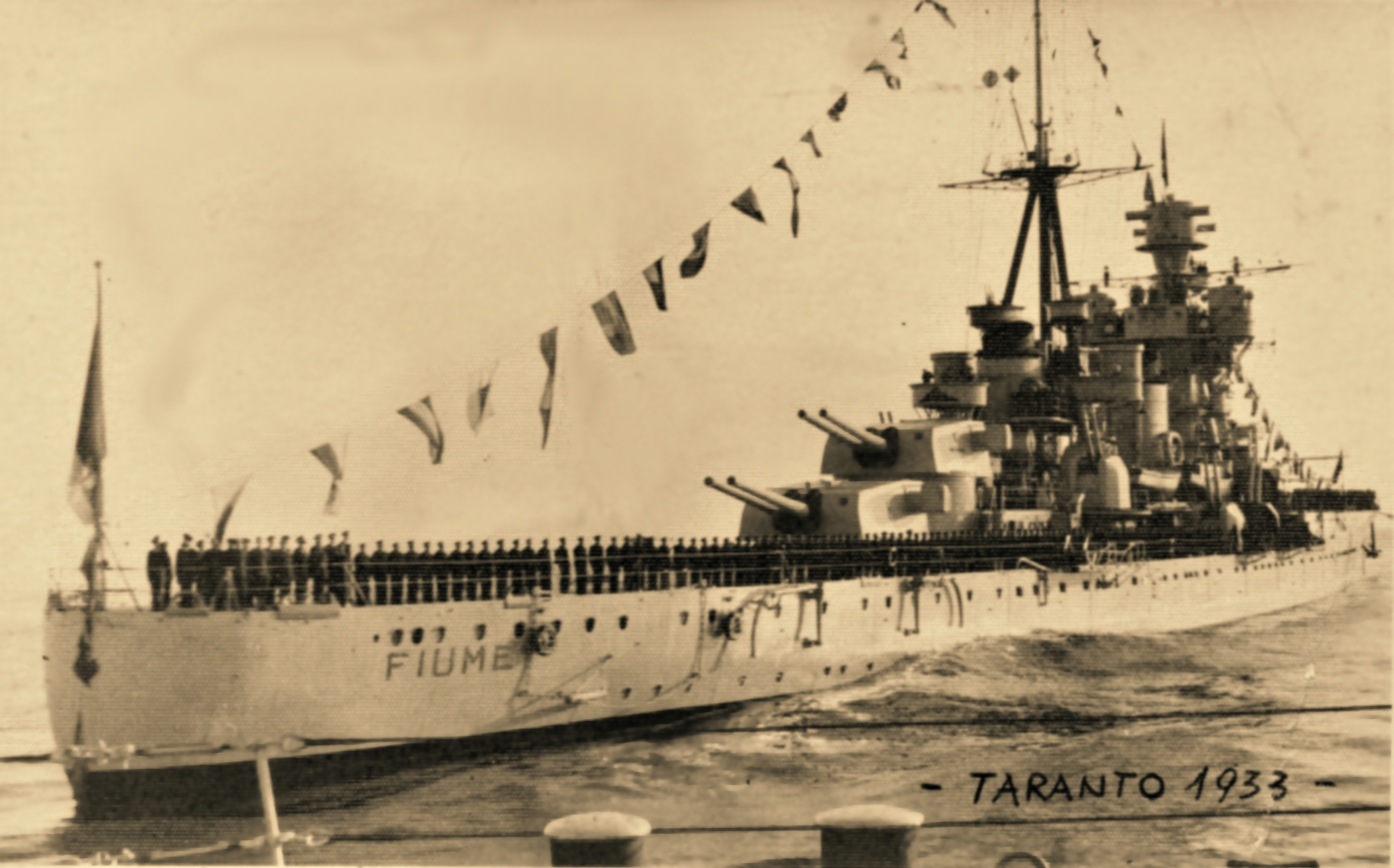
1933年時のフィウメ。本艦のみ主砲測距儀は2段に離れていた。

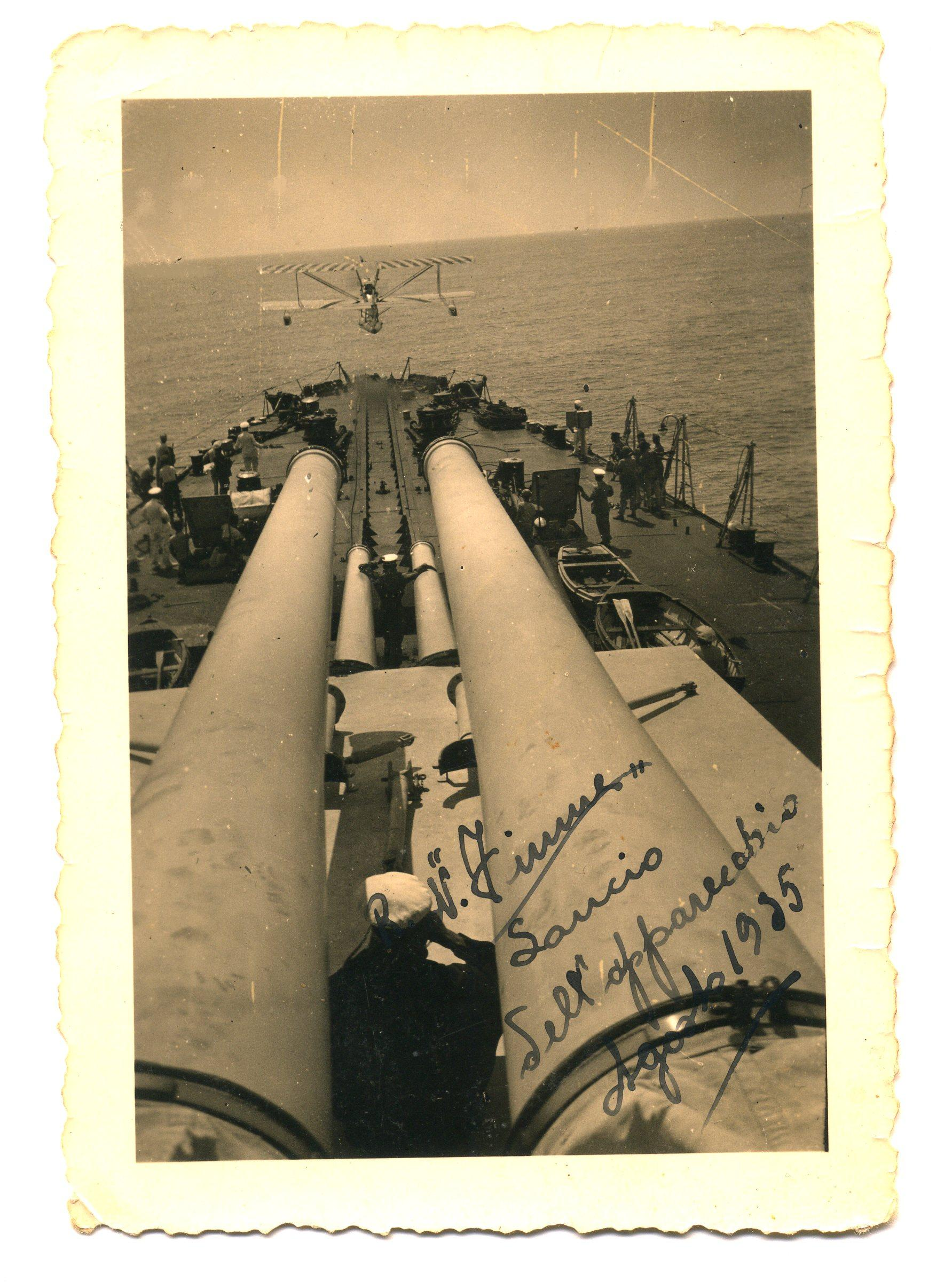
フィウメが艦首から水上機を射出した写真。

船体重量軽減のため船型は前級の平甲板型船体とは異なり、船体後半を甲板一層分低めた船首楼型とした。
トレント級との外観上の相違点は艦橋構造であり前級においては三脚マストとして設計したが、強度不足により公試時に振動が発生したために途中から二脚足して五脚になった。このため、追加されたマストのために艦橋内部の容積が不足した。この不具合を踏まえて本級では設計時から五脚檣を採用している。その構造は艦橋を基部として中央部に太いマストを主脚として立て、四隅からピラミッド型に副脚を追加した形状で強度・安定性が向上して振動に強く、頂上部の測距儀はより安定化した。艦橋構造も最初から床面積を増やして対処していた。前部マストの頂上部の射撃方位盤室に5ｍ測距儀2本を備えており、前部マストの側面部に対空用の副射撃指揮装置に3メートル測距儀を片舷1基ずつ備えていた。
しかし複雑な五脚マストは空気抵抗が大きく、1番煙突との境目に乱流を起こし煤煙の艦橋への逆流を起こした。このために1番煙突にファンネルキャップを追加する必要が生じた。本級と同じく複雑な前部マスト構造を持つ日本海軍の長門型戦艦でも対処に追われている。

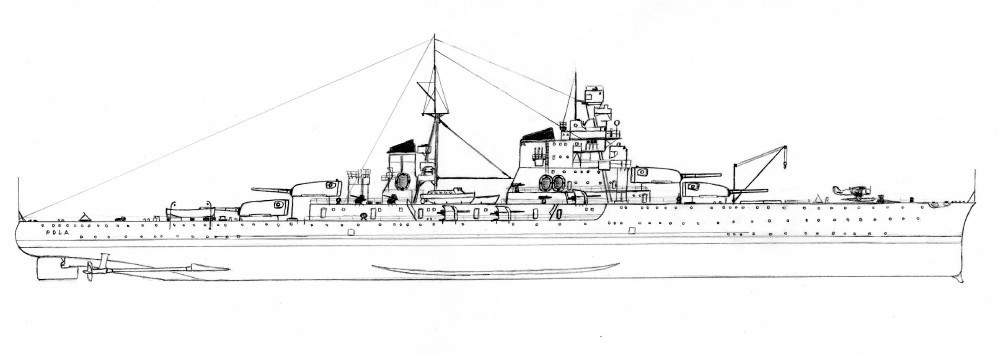
ポーラを描いたイラスト。

それを改正するためにポーラのみ艦橋の基部を大型化して疑似的な塔型艦橋とし、艦橋と1番煙突の境目を埋めるように整形が施されており、姉妹艦との明瞭な識別点となっている。この工夫は次のボルツァーノにも引き継がれた。
船体中央部には2本煙突が立つが、機関のシフト配置のために前後が離されていた。2本煙突の間は艦載艇置き場となっており、2番煙突前方に立つ後部三脚マストを基部とするクレーン1基により運用された。艦橋の側面から舷側甲板上にかけて10cm（47口径）高角砲が防盾付きの連装砲架で片舷4基ずつ計8基が配置されていた。2番煙突後方に後部測距儀所が立ち、その後ろに3番･4番主砲塔が後ろ向きに背負い式に2基が配置された。

## 武装

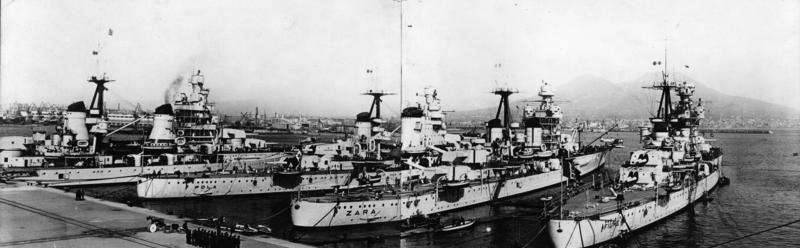
写真はナポリ港で艦尾から撮られた本級、右からフィウメ、ザラ、ポーラ、ゴリツィアの順である。フィウメのみ五脚マスト上の主砲用5m測距儀が段違いとなっており、他3隻は上下2段式で異なる。艦橋と煙突が結合したポーラ（Pola）としていないザラ（Zara）の違いが判る写真

### 主砲
本級の主砲は、アンサルドの新設計Models 1926 20.3cm（53口径）砲を採用した。重量125.3kgの砲弾を使用した場合仰角45度で射程31,566mに達した。この砲を連装式の砲塔に収めたが、列強の同種艦と異なり、イタリア海軍の条約型重巡洋艦は最後まで左右の砲身を同一の砲架に据えつける形式を採用した。これは、砲身の間を狭める事により砲塔の小型化と機構の簡略化を狙った物であるが、代償として斉射時に左右の砲弾の衝撃波が相互に干渉しあって散布界が広がる弱点があり、イタリア巡洋艦のウィークポイントとなった。砲塔の旋回は首尾線方向を0度として左右150度で、俯仰角度は仰角45度・俯角5度で発射速度は毎分2～3.8発である。

### 対空兵装
高角砲も前級に引き続き1927年10cm（47口径）高角砲を採用した（詳細はトレント級重巡洋艦#高角砲・機銃・水雷兵装を参照）。
近接対空火器としてModels 1917 4cm（39口径）機関砲を採用した。これは第一次世界大戦前にイギリスのヴィッカーズ社よりライセンス生産されたものでイギリス海軍では「ポンポン砲」として第二次世界大戦時も使用している砲である。この機関砲を単装砲架で6～8基を装備した。他に1931年式 12.7mm機銃を連装砲架で6～8基搭載した。魚雷発射管は無い。

### 航空艤装
前級と同様に、艦首構造内部に水上機の格納庫を内蔵し、水上機は艦首甲板に埋め込まれたマガルティ式火薬型射出カタパルトで艦首方向に射出する構成とした。前甲板への艦載機搭載は、この時期のイタリア重巡洋艦の特徴とされる。

### 就役後の武装転換
当初の対空兵装は進化する航空機には対抗できず、1936年～1939年の改装で10cm高角砲2基と40mmポンポン砲砲と12.7mm機銃全てを撤去し、替わりに高角砲を補うために国産ブレーダ社のModels 1932 3.7cm（54口径）機関砲を採用した。その性能は、0.83kgの砲弾を仰角45度で7,800m、仰角80度で5,000mの高さまで届かせることが出来た。俯仰能力は仰角80度・俯角10度である。旋回角度は舷側方向を0度として左右120度の旋回角度を持っていた。砲架の俯仰・砲塔の旋回・砲弾の揚弾・装填は主に電力で行われ、補助に人力を必要とした。発射速度は毎分60～120発である。この機関砲を連装砲架で4基8門を搭載した。
他に近接対空用に同じくブレダ社のModel 1931 13.2mm（75.7口径）機銃を採用した。その性能は0.051kgの機銃弾を仰角45度で6,000m、仰角85度で2,000mの高さまで届かせることが出来た。俯仰能力は仰角85度・俯角11度である。旋回角度は360度の旋回角度を持っていたが、上部構造物に射界を制限された。砲架の俯仰・砲塔の旋回・砲弾の揚弾・装填は主に電力で行われ、補助に人力を必要とした。発射速度は毎分500発である。この機銃を連装砲架で4基を搭載した。
1940年に、照明弾発射専用の12cm（15口径）単装砲2基が搭載された。ゴリツィアのみ1942年に12cm単装砲2基が撤去され、3.7cm連装機関砲2基が装備された。

## 艦歴
1929年にザラが起工、翌年には進水、1931年に就役した。残りの姉妹艦は1932年から1933年にかけて完成した。一方、フランス海軍は間に合いそうになかったものの、ザラ級重巡洋艦に対抗して重巡洋艦アルジェリーを1934年に進水させた。
ザラ級重巡洋艦の4番艦を除く3隻が第1分艦隊（戦隊）を構成し、最も早く作戦行動を開始した。大戦の初期からイギリス海軍と地中海を舞台にカラブリア沖海戦、スパルティヴェント岬沖海戦など攻防を繰り広げたが、戦果らしい戦果も得られず、戦局は不利であった。
ゴリツィアが予備になって第1分艦隊がマルタ島近海に出撃した際、マタパン岬沖海戦でポーラがイギリス海軍の艦上雷撃機による攻撃を受けて航行不能に陥り、姉妹艦はポーラの援護のため残留した。そして、レーダーを持たないザラ級重巡洋艦は、日没後に忍び寄るイギリス海軍の戦艦の接近に気づかず、ポーラのみならず、護衛のザラ、フィウメ、駆逐艦2隻もあっさりと撃沈されてしまった。イギリス艦隊に攻撃された時、第1分艦隊は戦闘配置を布いておらず、イタリア艦隊は夜戦の準備を整えていなかった。
残ったゴリツィアも1943年4月にアメリカ軍のB-24爆撃機の空襲を受けて損傷し、ラ・スペチアで補修を受けた。イタリアが敗戦するまで生き残ったが、ドイツ軍に接収された。そのゴリツィアも1944年6月26日、イタリア海軍（連合軍側に立っていた共同交戦国軍）の特殊潜航艇によるリムペットマインで港湾内で沈没した。

## 同型艦
| 艦名       | 建造                       | 起工           | 進水            | 竣工            | その後                                       |
| ---------- | -------------------------- | -------------- | --------------- | --------------- | -------------------------------------------- |
| ザラ       | OTO社 ラ・スペツィア造船所 | 1929年 7月4日  | 1930年 4月27日  | 1931年 10月20日 | 1941年3月29日 マタパン岬沖海戦で撃沈。       |
| フィウメ   | クアルナロ造船所           | 1929年 4月29日 | 1930年 4月27日  | 1931年 11月23日 | 1941年3月29日 マタパン岬沖海戦で撃沈。       |
| ゴリツィア | OTO社 リヴォルノ造船所     | 1930年 3月17日 | 1930年 12月28日 | 1931年 12月23日 | 1944年6月26日 イタリア軍により停泊中に撃沈。 |
| ポーラ     | OTO社 リヴォルノ造船所     | 1931年 3月17日 | 1931年 12月5日  | 1932年 12月21日 | 1941年3月29日 マタパン岬沖海戦で撃沈。       |

## 参考図書
- 「世界の艦船増刊　イタリア巡洋艦史」（海人社）
- 「世界の艦船増刊第20集　第2次大戦のイタリア軍艦」（海人社）
- 「世界の艦船 2010年1月増刊号 近代巡洋艦史」（海人社）
- 「Conway All The World's Fightingships 1922-1946」（Conway）